# Fraates V de Pàrtia
Fraates V fou rei de Pàrtia del 2 aC al 5 dC
El 2 aC el rei Fraates IV fou assassinat pel seu fill Fraataces i la mare d'aquest, Musa (una italiana no romana). Fraataces es va proclamar rei amb el nom de Fraates V.
La politica armènia havia estat darrerament causa de conflicte: El rei Tigranes IV d'Armènia havia succeït (12 aC) a son germà Tigranes III que havia estat fidel als romans, però el nou rei es va acostar al partit part. El 5 aC Tograneds IV fou enderrocat per Artavasdes IV, fill d'Artaxes II d'Armènia i partidari del partit romà. El rei Fraates IV va donar suport a Tigranes IV per recuperar el tron (4 aC), el que va molestar a Roma. Tigranes encara governava quan Fraates V va pujar al tron però al cap de tres anys (1 dC) fou enderrocat i mort per una revolta i va esclatar la guerra civil entre els partidaris de la vídua Erato i de Artavasdes V, germà del rei difunt, i d'altra banda els nobles prorromans.
El 2 dC es va signar un tractat entre Roma i Partia (Tractat de l'Eufrates) pel qual Armènia quedaria sota influència romana. La corona fou donada a un príncep capadoci de nom Ariobarzanes, però el país es va rebel·lar l'any següent i va buscar l'ajut dels parts. El rei va morir d'accident el 4 dC en les lluites contra una tribu de l'est del país i el seu fill Artavasdes VI d'Armènia es va declarar lleial a Roma. Els parts davant la potència de l'exèrcit romà va haver d'acceptar, però la noblesa armènia va resistir i va cridar al govern a l'exreina Erato. Caius, net d'August, va morir d'una ferida rebuda a traïció durant el setge de Artixera (?) governada pel cap armeni Addon.
Segons Josefus el rei es va casar amb la seva mare l'any 4 el que era inacceptable pels mateixos parts. L'any 5 una revolta popular va enderrocar a Fraates V i fou nomenat rei un parent de nom Orodes III la relació del qual amb els altres reis no és coneguda.
| Precedit per: Fraates IV | Imperi Part | Succeït per: Orodes III |